# Les Soldats
Les Soldats (allemand : Die Soldaten) est un opéra en quatre actes et quinze tableaux de Bernd Alois Zimmermann sur un livret du compositeur d'après le drame de Jakob Michael Reinhold Lenz écrit en 1776. Il est créé à Cologne le 15 février 1965 sous la direction de Michael Gielen. L'action se passe à Lille et à Armentières.

## Historique
Erich Bormann, régisseur en chef de l'Opéra de Cologne, propose au compositeur en 1957 de fabriquer un ouvrage en adaptant le drame homonyme de 1776 de Jakob Michael Reinhold Lenz, Die Soldaten. Zimmermann accepte et adapte lui-même l'ouvrage en livret, en modifiant conséquemment le texte, le faisant passer de trente-cinq scènes à quinze, en conservant la structure dramatique.
Le compositeur compose son ouvrage, son seul du genre, comme une œuvre lyrique à part entière, lui revendiquant le statut d'opéra, et le présentant comme une forme musicale à faire survivre, en dépit des mutations qu'elle subit.
L'opéra est créé le 15 février 1965 à l'Opéra de Cologne sous la direction de Michael Gielen et mis en scène par Hans Neugebauer. Il connait un accueil chaleureux de la part du public, ce qui entraîne son enregistrement et sa diffusion à la radio rapidement.
Il est monté en France en février 1983 à l'Auditorium Maurice-Ravel de Lyon, sous la direction de Serge Baudo et mis en scène par le réalisateur Ken Russell, avec des décors de Ralph Koltai.
L'Avant-scène opéra publie en 1993 un numéro (156) consacré à l'ouvrage.

## Description
Les Soldats est un court ouvrage en allemand comprenant un grand orchestre accompagné d'un ensemble de percussions et d'un dispositif de diffusion électronique par bandes magnétiques et haut-parleurs disposés dans la salle.
Le compositeur utilise une série dodécaphonique avec toute la série d'intervalles, qu'il répercute sur la représentation elle-même. La structure de l'ouvrage ne prend pas en compte la règle des trois unités et se concentre sur une série symétrique que le compositeur fait ruisseler au sein de ses parties. La première scène du dernier acte consiste en un jeu simultané de huit scènes courtes, multipliant ainsi les espaces scéniques et musicaux. Il met en parallèle le passé, le présent et le futur en créant des scènes simultanées (scène 2 de l'acte II et scène 1 de l'acte IV). Le compositeur précise également : « Mon opéra ne raconte pas une "histoire", il expose une situation, mieux encore, il rend compte d'une situation dont l'origine se trouve dans le futur et qui menace le passé. ». Ce faisant, l'organisation de l'histoire est circulaire et peut se dérouler à n'importe quelle époque.
Il cherche à approfondir la réflexion sur la culpabilité ou non, notamment par rapport à la seconde guerre mondiale et aux bombes atomiques.
Le compositeur admet comme références musicales, les compositeurs allemand Richard Wagner, Richard Strauss et Alban Berg, entendant reprendre à son compte la notion d'œuvre totale. Les difficultés liées à la création scénique de l'ouvrage le rend complexe à produire et, s'il passe pour être l'un des plus exigeants du répertoire contemporain, cela réduit son nombre de nouvelles productions.

### Distribution
| Rôle                                  | Voix                    | Distribution à la première Chef d'orchestre: Michael Gielen |
| ------------------------------------- | ----------------------- | ----------------------------------------------------------- |
| Wesener, commerçant                   | basse                   | Zoltan Kelemen                                              |
| Marie sa fille                        | soprano                 | Edith Gabry                                                 |
| Charlotte (sœur de Marie)             | mezzo-soprano           | Helga Jenckel                                               |
| Mère de Wesener                       | contralto               | Maura Moreira                                               |
| Stolzius, drapier                     | baryton                 | Claudio Nicolai                                             |
| Mère de Stolzius                      | contralto               | Elisabeth Schärtel                                          |
| Colonel Obrist, Comte Von Spannheim   | basse                   | Erich Winckelmann                                           |
| Desportes, aristocrate et officier    | ténor                   | Anton de Ridder                                             |
| Un garde-chasse                       | Rôle parlé sprechgesang |                                                             |
| Capitaine Pirzel, officier            | ténor                   | Albert Weikenmeier                                          |
| Père Eisenhardt, prêtre               | baryton                 | Heiner Horn                                                 |
| Haudy, un officier                    | baryton                 | Gerd Nienstedt                                              |
| Capitaine Mary, officier              | baryton                 | Camillo Meghor                                              |
| Comtesse de la Roche                  | mezzo soprano           | Liane Synek                                                 |
| Fils de la comtesse                   | ténor                   | Willi Brokmeier                                             |
| Laquais de la comtesse                | Rôle parlé sprechgesang |                                                             |
| Serveuse andalouse, danseuse          | Rôle muet               |                                                             |
| Madame Roux gérante d'un salon de thé | rôle muet               |                                                             |

## Argument

### Acte I
Scène 1. Lille, maison de Wesener. Marie, la fille de Wesener (commerçant), a envoyé une lettre à la maman de Stolzius pour la remercier de son hospitalité. Sa sœur Charlotte s'amuse de son amour pour Stolzius.
Scène 2. Armentières, maison de Stolzius. Stolzius néglige son magasin car Marie lui manque. Seule la lettre de sa bien-aimée que sa mère lui a donné semble le tirer de sa léthargie.
Scène 3. Le baron Desportes fait aussi la cour à Marie. Le père de celle-ci (Wesener) lui prie d'accepter son invitation au théâtre.
Scène 4. Armentières. Dans une discussion avec les soldats officiers, le prédicateur Eisenhardt accuse Marie de se fourvoyer dans la tromperie.
Scène 5. Marie montre la lettre d'amour de Desportes à son père qui l'oblige à ne plus voir Stolzius, aux vues des possibilités d'ascension sociale. Marie est déconcertée.

### Acte II
Scène 1. Café d'Armentières, où les soldats se délassent. Quand Stolzius entre pour livrer ses draps à l'armée, les officiers lui expliquent que Desportes passe son temps à Lille avec Marie. 
Scène 2. À la maison, Stolzius écrit une lettre à Marie pour se plaindre de son infidélité. Au même moment, Desportes se moque de sa fiancée et lui promet le mariage. Marie répond à la lettre de Stolzius, mais Desportes n'arrête pas de la séduire. Quand Stolzius lit sa lettre, il s'énerve contre Desportes tout en prenant la défense de Marie devant sa mère, à qui les soldats avaient décrit Marie comme une femme infidèle.

### Acte III
Scène 1. Eisenhardt se manifeste contre Pirzel, inquiet pour les soldats harcelant les jeunes filles. Pirzel le réfute par des considérations philosophiques sur les hommes. 
Scène 2. Lille, appartement de Marie.Pour pouvoir exécuter son plan contre Desportes, Stolzius va se faire soldat et s'introduire comme garçon chez le baron. 
Scène 3. Marie, qui a été abandonnée par Desportes, ne reconnaît pas le soldat que lui amène sa sœur : Stolzius. 
Scène 4. Lille, appartement de la comtesse La Roche. Le jeune comte s'est amouraché de Marie. Sa mère est contre cette relation. Elle l'envoie hors de la ville, mais lui promet d'adopter Marie. 
Scène 5. La Roche rencontre Marie et exige qu'elle renonce à son fils. Pour enlever la mauvaise réputation de Marie, La Roche est prête à la prendre comme associée dans la maison. Marie lui demande un temps de réflexion.

### Acte IV
Scène 1. Marie est sortie de la maison de La Roche en courant. Pour se débarrasser d'elle une bonne fois pour toutes, Desportes charge ses chasseurs de la violenter. On cherche Marie. Stolzius achète de la mort aux rats dans une pharmacie. 
Scène 2. Desportes, qui est invité à souper chez Marie, est empoisonné par Stolzius, qui se suicide.
Scène 3. Sur la berge de la Lys. Pendant qu'un train interminable rempli de soldats morts à la guerre défile en arrière-plan, Wesener se fait accoster par une mendiante. Il s'agit de Marie, que son père ne reconnaît pas. On entend la voix de Eisenhardt qui prie un Notre Père.

## Instrumentation
- Bois : Quatre flûtes (doublent les piccolos), trois hautbois, un cor anglais, trois clarinettes (si bémol, la), une clarinette basse, un saxophone alto (en mi bémol), trois bassons deux contrebassons;
- cuivres : cinq cors, quatre trompettes, quatre trombones, deux tubas (basse, contrebasse) ;
- percussions : timbales, cymbales, grelots, gongs, quatre tam-tams, tambourin, trois bongos, cinq triangles, cloche de vache, castagnettes, maracas, güiro, xylophone, vibraphone, glockenspiel ;
- célesta, deux harpes, guitare, clavecin, piano, orgue, dispositif électronique ;
- cordes.

## Discographie
- Mark Munkittrick (Wesener), Nancy Shade (Marie), Milagro Vargas (Charlotte), Michael Ebbecke (Stolzius), William Cochran (Desportes), Klaus Hirte (Haudy), Raymond Wolansky (Mary), Urszula Koszut (Comtesse de La Roche), Chor des Staatstheaters Stuttgart, Staatsorchester Stuttgart, Bernhard Kontarsky (dir.). 2 CD Teldec 1991 report Warner Classics 2011.

- Zoltan Kelemen (Wesener), Edith Gabry (Marie), Claudio Nicolai (Stolzius), Anton de Ridder (Desportes), Liane Synek, (Comtesse de La Roche), Ensemble of the Opera House of Cologne, Gürzenich-orchestra, Michael Gielen (dir.). 3 LP Wergo 1968 report CD 2007. Grand Prix de l’Académie Charles Cros.

## Vidéographie
- Alfred Muff, Wesener, Laura Aiken, Marie, Tanja Ariane Baumgartner, Charlotte, Tomasz Konieczny, Stolzius, Renée Morloc, la mère de Stolzius, Gabriela Benacková, Contesse de la Roche, Matthias Klink, le jeune comte, Reinhard Mayr, Obrist, Daniel Brenna, Desportes et Wolfgang Ablinger-Sperrhacke, Pirzel, mise en scène de Alvis Hermanis avec le Wiener Philharmoniker, sous la direction d'Ingo Metzmacher DVD EuroArts 2072584. 2013. Diapason d’or, Choc de Classica.
- Mark Munkittrick, Wesener, Nancy Shade, Marie, Milagro Vargas, Charlotte, Michael Ebbecke, Stolzius, William Cochran, Desportes, Klaus Hirte, Haudy, Raymond Wolansky, Mary, Urszula Koszut, Contesse de La Roche, Chor des Staatstheaters Stuttgart, Staatsorchester Stuttgart, Bernhard Kontarsky, conductor, Harry Kupper, Director. DVD Arthaus Musik 1989.